# Ixodes rhabdomysae
Ixodes rhabdomysae är en fästingart som beskrevs av Joseph Charles Arthur 1959. Ixodes rhabdomysae ingår i släktet Ixodes och familjen hårda fästingar. Inga underarter finns listade i Catalogue of Life.